# Xã Morgan, Quận Mercer, Missouri
Xã Morgan (tiếng Anh: Morgan Township) là một xã thuộc quận Mercer, tiểu bang Missouri, Hoa Kỳ. Năm 2010, dân số của xã này là 1.497 người.